# Alessio 2002
Questa voce raccoglie le informazioni riguardanti l'Alessio nelle competizioni ufficiali della stagione 2002.

## Organico

### Staff tecnico
TM=Team Manager; DS=Direttore Sportivo.
|  | Naz.              | Ruolo | Sportivo         |  |  |  |
|  | ----------------- | ----- | ---------------- |  |  |  |
|  | Italia (bandiera) | GM    | Bruno Cenghialta |  |  |  |
|  | Italia (bandiera) | DS    | Dario Mariuzzo   |  |  |  |
|  | Italia (bandiera) | DS    | Valerio Tebaldi  |  |  |  |

### Rosa
|  | Naz.                  |  | Sportivo             | Anno |  |  |
|  | --------------------- |  | -------------------- | ---- |  |  |
|  | Italia (bandiera)     |  | Alessandro Bertolini | 1971 |  |  |
|  | Italia (bandiera)     |  | Andrea Brognara      | 1971 |  |  |
|  | Italia (bandiera)     |  | Stefano Casagranda   | 1973 |  |  |
|  | Italia (bandiera)     |  | Davide Casarotto     | 1971 |  |  |
|  | Italia (bandiera)     |  | Pietro Caucchioli    | 1975 |  |  |
|  | Italia (bandiera)     |  | Daniele De Paoli     | 1973 |  |  |
|  | Svizzera (bandiera)   |  | Laurent Dufaux       | 1969 |  |  |
|  | Italia (bandiera)     |  | Raffaele Ferrara     | 1976 |  |  |
|  | Italia (bandiera)     |  | Davide Frattini      | 1978 |  |  |
|  | Italia (bandiera)     |  | Angelo Furlan        | 1977 |  |  |
|  | Italia (bandiera)     |  | Ivan Gotti           | 1969 |  |  |
|  | Slovenia (bandiera)   |  | Martin Hvastija      | 1969 |  |  |
|  | Moldavia (bandiera)   |  | Ruslan Ivanov        | 1973 |  |  |
|  | Italia (bandiera)     |  | Endrio Leoni         | 1968 |  |  |
|  | Croazia (bandiera)    |  | Vladimir Miholjević  | 1974 |  |  |
|  | Italia (bandiera)     |  | Cristian Moreni      | 1972 |  |  |
|  | Jugoslavia (bandiera) |  | Aleksandar Nikačević | 1978 |  |  |
|  | Italia (bandiera)     |  | Franco Pellizotti    | 1978 |  |  |
|  | Italia (bandiera)     |  | Dario Pieri          | 1975 |  |  |
|  | Kazakistan (bandiera) |  | Aleksandr Šefer      | 1971 |  |  |
|  | Italia (bandiera)     |  | Alberto Vinale       | 1978 |  |  |
|  | Italia (bandiera)     |  | Mauro Zanetti        | 1973 |  |  |

## Palmarès

### Corse a tappe
- Rothaus Regio-Tour

1ª tappa (Stefano Casagranda)
- Bayern Rundfahrt

5ª tappa (Davide Casarotto)
- Vuelta a Aragón

5ª tappa (Pietro Caucchioli)
- Tour de Pologne

5ª tappa (Franco Pellizotti)
- Vuelta a Andalucía

1ª tappa (Endrio Leoni)
2ª tappa (Alexandr Chefer)
3ª tappa (Endrio Leoni)
- Settimana Ciclistica Lombarda

1ª tappa (Laurent Dufaux)
4ª tappa (Ruslan Ivanov)
- Étoile de Bessèges

2ª tappa (Andrea Ferrigato)
- Vuelta a España

17ª tappa (Angelo Furlan)
20ª tappa (Angelo Furlan)
- Settimana Internazionale di Coppi e Bartali

5ª tappa (Ruslan Ivanov)
- Tour de Serbie

Classifica generale (Aleksandar Nikačević)
- Tour of Qinghai Lake

3ª tappa (Aleksandar Nikačević)
- Tirreno-Adriatico

6ª tappa (Franco Pellizotti)

### Corse in linea
- Giro di Toscana (Alexandr Chefer)
- Trofeo Melinda (Laurent Dufaux)
- Gran Premio di Lugano (Ruslan Ivanov)
- Giro del Friuli (Franco Pellizotti)
- E3 Prijs Vlaanderen (Dario Pieri)
- Grand Prix de Denain (Alberto Vinale)

### Campionati nazionali
- Campionati jugoslavi: 1

In linea (Aleksandar Nikačević)